# Broncos de Western Michigan
Pour les articles homonymes, voir Broncos.
Les Broncos de Western Michigan (en anglais : Western Michigan Broncos) sont un club omnisports universitaire de l'université de l'Ouest du Michigan  à Kalamazoo (Michigan). Les équipes des Broncos participent aux compétitions universitaires organisées par la National Collegiate Athletic Association. Western Michigan fait partie de la division Mid-American Conference pour l'équipe de football américain, de basketball et de football.

Autre logo.